# Кулаково (Красноярский край)
Кулаково — посёлок в Мотыгинском районе Красноярского края России. Административный центр и единственный населённый пункт Кулаковского сельсовета.

## География
Посёлок находится в юго-западной части района, на левом берегу реки Ангара, вблизи места впадения в неё реки Рассохи, на расстоянии приблизительно 51 километра (по прямой) к западу-юго-западу (WSW) от посёлка городского типа Мотыгино, административного центра района. Абсолютная высота — 94 метра над уровнем моря.
Климат
Климат характеризуется как резко континентальный, с морозной продолжительной зимой. Средняя температура самого тёплого месяца (июля) составляет 25 — 26 °С (абсолютный максимум — 38 °С). Средняя температура самого холодного месяца (января) — −26 — −28 °С (абсолютный минимум — −53 °С). В течение года атмосферные осадки выпадают неравномерно. В тёплый период года (с апреля по октябрь) выпадает около 70-80 % осадков.
Часовой пояс
Посёлок Кулаково находится в часовой зоне МСК+4. Смещение применяемого времени относительно UTC составляет +7:00.

## История
По данным 1926 года в населённом пункте имелось 28 хозяйств и проживало 129 человек (62 мужчины и 67 женщин). В национальном составе населения того периода преобладали русские. В административном отношении входила в состав Сполошинского сельсовета Казачинского района Красноярского округа Сибирского края.

## Население
| 2010 | 2012 | 2013 | 2014 | 2015 | 2016 | 2017 |
| ---- | ---- | ---- | ---- | ---- | ---- | ---- |
| 838  | ↗845 | ↘824 | ↗841 | ↘827 | ↗837 | ↘822 |

Гендерный состав
По данным Всероссийской переписи населения 2010 года в гендерной структуре населения мужчины составляли 52,3 %, женщины — соответственно 47,7 %.
Национальный состав
Согласно результатам переписи 2002 года, в национальной структуре населения русские составляли 95 % из 860 чел.

## Улицы
Уличная сеть посёлка состоит из тринадцати улиц.